# Tom Clancy’s Splinter Cell: Chaos Theory
Tom Clancy’s Splinter Cell: Chaos Theory – gra komputerowa, wydana w przez Ubisoft. Opowiada o przygodach Sama Fishera, tajnego agenta NSA. Jest to trzecia część serii gier Splinter Cell.
Gra oferuje trzy rodzaje rozgrywki: grę jednoosobową, tryb współpracy i rywalizację z innymi graczami.
W trybie gry jednoosobowej gracz wciela się w postać Sama. W trybie kooperacji gracz współpracuje z innym agentem. Trzeci tryb to „versus”, w tym trybie gracz może zmierzyć się przez sieć jako szpieg ShadowNetu lub jako najemnik ARGUS PMC. 
Twórcą muzyki do gry jest Amon Tobin i Jesper Kyd. Muzyka została wydana na płycie Chaos Theory - Splinter Cell 3 Soundtrack.

## Elementy skradankowe
Chaos Theory, jak i poprzednie gry z serii jest przedstawicielem gatunku skradanek. W tej części zastosowano ponownie możliwość chowania się w cieniu (poziom naszej niezauważalności pokazuje specjalny wskaźnik na Opsacie) a także nowatorski system krycia naszych działań (np. kroków lub strzałów) w hałasie otoczenia- głośnej muzyce itp. Podczas gdy jesteśmy ukryci w cieniu i wrogowie nas nie widzą i nie wiedzą gdzie jesteśmymy możemy ich widzieć dzięki charakterystycznej dla serii noktowizji, termowizji oraz filtrowi elektromagnetycznemu, który pokazuje wszystkie działające urządzenia elektroniczne. Dzięki tym wszystkim gadżetom można ukończyć całą grę bez zabicia ani jednej osoby. Po każdej misji wyświetlane są statystyki z naszymi osiągnięciami.